# Бельчонок Роки
Рокет Белка-младший (Рок(к)и) — персонаж мультсериала «Приключения Роки и Бульвинкля», «Роки и его друзья», «Шоу Бульвинкля». Также появлялся в мультфильме «Приключения Рокки и Буллвинкля». В 2014 году выйдет компьютеро-анимационный фильм о Роки и Бульвинкле. Прибавка «J»(Junior-младший) -реверанс их создателю, Джею Уорду.

## Описание
Довольно сообразительная летяга, дружащая с глуповатым лосем по имени Буллвинкль (также Бульвинкль). Живёт с ним в одном доме, в вымышленном городе Фростбит-Фоллс, отображающего реальную жизнь Интернешнл-Фоллс. Каждый выпуск сериала посвящён тому, как Роки вместе с Бульвинклем всячески расстраивают планы злых поттсильванских шпионов Наташи и Бориса, а также их главаря Злого Лидера. Рокки задумывался как честный, несколько простодушный, типичный американский юноша. Рокки -«мозг» компании и часто находил умные решения проблем, с которыми они с Буллвинклем сталкивались во время их похождений. Однако, он не может узнать переодетых шпионов, и лучшее, что он может сделать-сказать: «Эти двое мне знакомы!» или «Этот голос, где я слышал этот голос?»